# John Lyons (hockeista su ghiaccio)
John Joseph Lyons (Arlington, 31 marzo 1900 – Arlington, 15 gennaio 1971) è stato un hockeista su ghiaccio statunitense.

## Palmarès

### Olimpiadi invernali
- Argento a Chamonix-Mont-Blanc 1924 nell'hockey su ghiaccio.